# Buk'ata
Buk'ata (hebrejsky בֻּקְעָאתָא, arabsky بقعاتة, v oficiálním přepisu do angličtiny Buq'ata) je místní rada (malé město) v Izraeli, v Severním distriktu, respektive na okupovaných Golanských výšinách, obývané Drúzy.

## Geografie
Leží v nadmořské výšce 1070 metrů na východním okraji Golanských výšin, jižně od úbočí masivu hory Hermon. Leží na úpatí hory Har Kramim a Har Varda, cca 155 kilometrů severovýchodně od centra Tel Avivu a cca 85 kilometrů severovýchodně od centra Haify.
Buk'ata je situována v severní části Golanských výšin, ve které je osídlení etnicky smíšené. Vlastní Buk'ata je osídlena arabsky mluvícími Drúzy. Drúzské jsou i další lidnaté obce v okolí (Madždal Šams, Ejn Kinije nebo Mas'ade). Mezi nimi a v okolí leží i několik židovských vesnic. 2 kilometry západně od Buk'aty je to například mošav Odem.
Na dopravní síť je město napojeno pomocí severojižního tahu dálnice číslo 98.

## Dějiny
Buk'ata leží na Golanských výšinách, které byly dobyty izraelskou armádou během šestidenní války v roce 1967 a jsou od té doby cíleně osidlovány Izraelci. Podle Zákona o Golanských výšinách z roku 1981 bylo toto původně syrské území anektováno Izraelem a začleněno pod civilní správu v rámci izraelského Severního distriktu. Původní syrské arabské obyvatelstvo během izraelské ofenzívy roku 1967 uprchlo s výjimkou obyvatel několika vesnic osídlených Drúzy. Jednou z těchto vesnic je i Buk'ata.
Buk'ata vznikla v roce 1870 jako výsledek klanového sporu mezi obyvateli nedaleké drúzské vesnice Madždal Šams. Jeden z tamních obyvatel byl odsouzen k exilu a vypuzen z vesnice. Spolu s ním odešlo 16 rodin, které se usadily několik kilometrů jižně od Madždal Šams a založily zde novou vesnici. V roce 1888 byla Buk'ata terčem turecké razie. Další represe přišly v roce 1925, kdy zde v důsledku drúzské revolty proti francouzské správě nad tehdejší Sýrií a následné pacifikaci tohoto povstání došlo k poškození mnoha domů.
V prosinci 1975 se na západním okraji obce usadila v opuštěné základně syrské armády na svahu hory Odem, skupina Izraelců, kteří zde založili osadu Odem organizovanou jako polovojenské sídlo typu Nachal. Počet osadníků nebyl velký a kolísal kvůli extrémním klimatickým podmínkám. V květnu 1981 se osada přestěhovala do nynější lokality, západně od hory Odem a mimo bližší okolí drúzského města Buk'ata. Roku 1982, tedy krátce po anexi Golan Izraelem byla Buk'ata povýšena na místní radu (malé město).
V současnosti se většina obyvatel Buk'aty živí dojížděním za prací mimo obec. Významnou složkou místní ekonomiky je pěstování jablek a citrusů.

## Demografie
Podle údajů z roku 2005 tvořili Drúzové 99,8 % populace v Buk'ata, arabští muslimové 0,2 %. Jde o menší sídlo městského typu, jehož zástavba ale na okraji obce přechází v rozvolněnou urbanistickou strukturu spíše vesnického charakteru, s četnými zemědělskými usedlostmi. K 31. prosinci 2017 zde žilo 6 500 lidí.
| Rok            | 1983  | 1995  | 2000  | 2001  | 2002  | 2003  | 2004  | 2005  | 2006  | 2007  | 2008  | 2009  | 2010  | 2011  | 2012  | 2013  | 2014  | 2015  | 2016  | 2017  |
| -------------- | ----- | ----- | ----- | ----- | ----- | ----- | ----- | ----- | ----- | ----- | ----- | ----- | ----- | ----- | ----- | ----- | ----- | ----- | ----- | ----- |
| Počet obyvatel | 3 100 | 4 200 | 4 900 | 4 990 | 5 100 | 5 200 | 5 300 | 5 400 | 5 600 | 5 700 | 5 790 | 5 825 | 5 900 | 6 000 | 6 100 | 6 200 | 6 200 | 6 300 | 6 400 | 6 500 |